# Heinz Aldinger
Heinz Aldinger (Waiblingen, 7 januari 1933 – 18 oktober 2024) was een Duits voetbalscheidsrechter. Hij was in dienst van de FIFA en UEFA tussen 1973 en 1981. Ook leidde hij één wedstrijd tijdens het EK 1980.
Op 18 mei 1968 leidde Aldinger zijn eerste wedstrijd in de Duitse eerste divisie. De wedstrijd tussen Hannover 96 en MSV Duisburg eindigde in een 2–2 gelijkspel. Op 3 mei 1978 was hij leidsman tijdens de finale van de Europacup II tussen Anderlecht en Austria Wien (4–0). Op 12 juni 1980 leidde de Duitser het duel tussen België en Engeland op het EK 1980.
In oktober 2024 overleed Aldinger op 91-jarige leeftijd.

## Interlands
| Datum            | Plaats                        | Wedstrijd                     | Uitslag | Competitie           | Kreeg geel | Kreeg voor de tweede keer geel en dus rood | Weggestuurd |
| ---------------- | ----------------------------- | ----------------------------- | ------- | -------------------- | ---------- | ------------------------------------------ | ----------- |
| 28 februari 1973 | Mulhouse, Frankrijk           | Frankrijk – Luxemburg         | 3 – 1   | Vriendschappelijk    | 0          | 0                                          | 0           |
| 21 november 1973 | Parijs, Frankrijk             | Frankrijk – Denemarken        | 3 – 0   | Vriendschappelijk    | 0          | 0                                          | 0           |
| 29 mei 1974      | Székesfehérvár, Hongarije     | Hongarije – Joegoslavië       | 3 – 2   | Vriendschappelijk    | 0          | 0                                          | 0           |
| 8 september 1976 | Solna, Zweden                 | Zweden – Hongarije            | 1 – 1   | Vriendschappelijk    | 0          | 0                                          | 0           |
| 30 april 1977    | Boedapest, Hongarije          | Hongarije – Sovjet-Unie       | 2 – 1   | WK 1978 kwalificatie | 6          | 0                                          | 0           |
| 6 september 1978 | Teheran, Iran                 | Iran – Sovjet-Unie            | 0 – 1   | Vriendschappelijk    | 0          | 0                                          | 0           |
| 25 oktober 1978  | Dublin, Ierland               | Ierland – Engeland            | 1 – 1   | EK 1980 kwalificatie | 0          | 0                                          | 0           |
| 4 april 1979     | Bratislava, Tsjecho-Slowakije | Tsjecho-Slowakije – Frankrijk | 2 – 0   | EK 1980 kwalificatie | 0          | 0                                          | 0           |
| 19 december 1979 | Glasgow, Schotland            | Schotland – België            | 1 – 3   | EK 1980 kwalificatie | 2          | 0                                          | 0           |
| 2 april 1980     | Brussel, België               | België – Polen                | 2 – 1   | Vriendschappelijk    | 0          | 0                                          | 0           |
| 12 juni 1980     | Turijn, Italië                | België – Engeland             | 1 – 1   | EK 1980              | 0          | 0                                          | 0           |
| 29 april 1981    | Londen, Engeland              | Engeland – Roemenië           | 0 – 0   | WK 1982 kwalificatie | 1          | 0                                          | 0           |